# Herzogtum Trient
Das Herzogtum Trient war eines von mehreren durch die Völkerwanderung entstandenen langobardischen Herzogtümern im frühmittelalterlichen Italien. Gegründet wurde es im späten 6. Jahrhundert. Vermutlich verlor es im Laufe des 8. Jahrhunderts seine Unabhängigkeit. 
Informationen über das Grenzdukat sind nur sehr fragmentarisch erhalten. Lediglich der langobardische Geschichtsschreiber und Mönch Paulus Diaconus liefert einige Hinweise zum Herzogtum Trient in seiner Historia Langobardorum.

## Herzöge des Herzogtums
- Gaidoald
- Ewin um 575
- Alahis bis 688